# 格林巴赫 (奥地利)
格林巴赫（德語：Grünbach）是奥地利上奥地利州弗赖施塔特县的一个市镇。总面积36.1平方公里，总人口1851人，人口密度51.3人/平方公里（2005年）。